# Референдум о аутономији Санџака 1991.
Референдум о аутономији Санџака 1991. одржан је 25, 26. и 27. октобра 1991.

## Позадина
Дана 10. јула 1991. године СДА Санџака (тада СДА Нови Пазар) под руководством др Сулејмана Угљанина упутило је писмо које тражи од савезних органа расписивање референдума о аутономији Санџака руководству СФРЈ, Србије и Црне Горе, као и Стејт департменту, Европском парламенту итд.
Пошто одговор није уследио, 3 месеца касније 11. октобра 1991. године Муслиманско национално веће Санџака доноси одлуку о расписивању необавезујућег референдума. Одлучено је да референдумско питање гласи: „Да ли сте за потпуну политичку и територијалну аутономију Санџака са правом прикључења једној од суверених република?”. Централну комисију за спровођење референдума о изјашњавању грађана Санџака о потпуној политичкој и територијалној аутономији Санџака чинили су: председник др Расим Љајић, заменик председника др Февзија Мурић и чланови проф. Азем Хајдаревић, Хадија Јакуповић и Касим Зоранић.

## Статистика гласачког тела
Национална структура оних који су гласали:
| Националност | Број гласова | %      |
| ------------ | ------------ | ------ |
| Муслимани    | 180,893      | 97,64% |
| Албанци      | 3,276        | 1,76%  |
| Роми         | 487          | 0,26%  |
| Срби         | 283          | 0,15%  |
| Црногорци    | 136          | 0,07%  |
| Турци        | 81           | 0,04%  |
| Хрвати       | 28           | 0,01%  |
| Словенци     | 3            | 0,00%  |
| Остали       | 250          | 0,13%  |